# Кайлі Ньюшул
Кайлі Ньюшул (англ. Kiley Neushul, нар. 5 березня 1993, Ісла Віста, Каліфорнія, США) — американська ватерполістка, олімпійська чемпіонка 2016 року, дворазова чемпіонка світу.

## Виступи на Олімпіадах
| Олімпіада           | Дисципліна | Місце |
| ------------------- | ---------- | ----- |
| Ріо-де-Жанейро 2016 | водне поло | 1     |